# Nathan Silver
Pour les articles homonymes, voir Silver.
Nathan Silver est un cinéaste indépendant américain travaillant à New York.
Il a sorti huit longs métrages consécutifs en autant d'années. Son style consiste à travailler beaucoup avec ses amis et sa famille en tant qu'acteurs dans ses films. Il est surtout connu pour ses films C'est qui cette fille ? (Thirst Street), The Great Pretender et la série télévisée Cutting My Mother.

## Biographie
En 2023, Nathan Silver entre en production de Between the Temples (2024), une comédie mettant en vedette Jason Schwartzman et Carol Kane qui suit l'histoire d'un cantor (en) névrosé et d'un étudiant adulte de bar-mitsvah. Le scénario a été co-écrit par C. Mason Wells (en) et le tournage a eu lieu à Kingston, dans l'État de New York.

## Vie privée
Nathan Silver cite les films de Rainer Werner Fassbinder, Douglas Sirk, Nicholas Ray et Pier Paolo Pasolini comme influences majeures.
En juin 2022, Nathan Silver a épousé la danseuse et chorégraphe new-yorkaise Nicole Fuentes.

## Filmographie
| Année | Titre                                   | Réalisateur | Scénariste | Producteur | Monteur |
| ----- | --------------------------------------- | ----------- | ---------- | ---------- | ------- |
| 2009  | The Blind                               | Oui         | Oui        | Non        | Non     |
| 2012  | Exit Elena                              | Oui         | Oui        | Oui        | Oui     |
| 2013  | Soft in the Head                        | Oui         | Oui        | Oui        | Oui     |
| 2014  | Uncertain Terms                         | Oui         | Oui        | Oui        | Non     |
| 2015  | Stinking Heaven                         | Oui         | Oui        | Non        | Non     |
| 2016  | Actor Martinez                          | Oui         | Oui        | Non        | Non     |
| 2015  | Riot                                    | Oui         | NC         | Oui        | Non     |
| 2017  | C'est qui cette fille ? (Thirst Street) | Oui         | Oui        | Non        | Non     |
| 2018  | The Great Pretender                     | Oui         | Oui        | Oui        | Non     |
| 2019  | Cutting My Mother                       | Oui         | NC         | Oui        | Non     |
| 2023  | Watch Me Drown                          | Oui         | Oui        | Non        | Non     |
| 2024  | Carla et moi (Between the Temples)      | Oui         | Oui        | Non        | Non     |

## Récompenses et distinctions
- (en) Nathan Silver: Awards, sur l'Internet Movie Database